# Слива чорна
Слива чорна, канадська слива (Prunus nigra) — вид квіткових рослин із підродини мигдалевих (Amygdaloideae).

## Біоморфологічна характеристика
Це дерево чи кущ, 30–90 дм, помірно колючий. Гілочки зазвичай голі, рідше запушені. Листки опадні; ніжка 8–22 мм, гола; пластина від широко-еліптичної до обернено-яйцеподібної форми, (5)7–11 × 3–6.5 см, краї подвійно городчасто-пилчасті, зубці тупі, залозисті, верхівка різко загострена, абаксіальна (низ) поверхня волосиста вздовж середніх жилок і великих жилок, адаксіальна гола. Суцвіття — 2–4-квіткові, зонтикоподібні пучки. Квіти розпускаються до чи під час появи листя; чашолистки від широко розпростертих до відігнутих, яйцеподібні, 2–4(5) мм, краї залозисто-зубчасті, абаксіальна поверхня зазвичай гола, рідше рідко запушена, адаксіальна гола чи запушена; пелюстки білі, часто в'януть до рожевих, від майже округлих до видовжено-обернено-яйцюватих, 8–13 мм. Кістянки червоні, помаранчеві чи жовтуваті, від кулястих до еліпсоїдних, 15–30 мм, голі; мезокарпій м'ясистий; кісточки яйцювато-еліпсоїдні, сильно сплюснуті. 2n = 16. Цвітіння: квітень–червень; плодоношення: серпень–вересень.

## Поширення, екологія
Поширений у східній частині Канади й північно-східній частині США: Коннектикут, Іллінойс, Індіана, Айова, Кентуккі, Мен, Манітоба, Массачусетс, Мічиган, Міннесота, Нью-Брансвік, Нью-Гемпшир, Нью-Йорк, Північна Дакота, Нова Шотландія, Огайо, Онтаріо, Квебек, Вермонт, Вісконсин. Населяє межі широколистяних лісів, низинних лісів, придорожніх чагарників; на висотах 10–800 метрів.

## Використання
Соковиті плоди їдять сирими чи приготовленими. Плід дрібний і не дуже приємний на смак], хоча смак значно покращується, якщо плоди зібрані після того, як їх торкнулися заморозки. Насіння містить синильну кислоту, і були зареєстровані випадки смерті дітей після того, як вони з'їли фрукти, не видаливши кісточок
Настій внутрішньої кори використовувався при лікуванні простудних захворювань. Настій кори використовували, щоб заспокоїти шлунок, коли він не затримує їжу.
З листя можна отримати зелений барвник. З плодів можна отримати барвник від темно-сірого до зеленого. Внутрішня кора використовувалася як терпкий фіксатор кольору при фарбуванні іншими рослинами.
Деревина дрібнозерниста, тверда, помірно важка. Дерево занадто мале, щоб використовувати його в комерційних цілях.

## Галерея

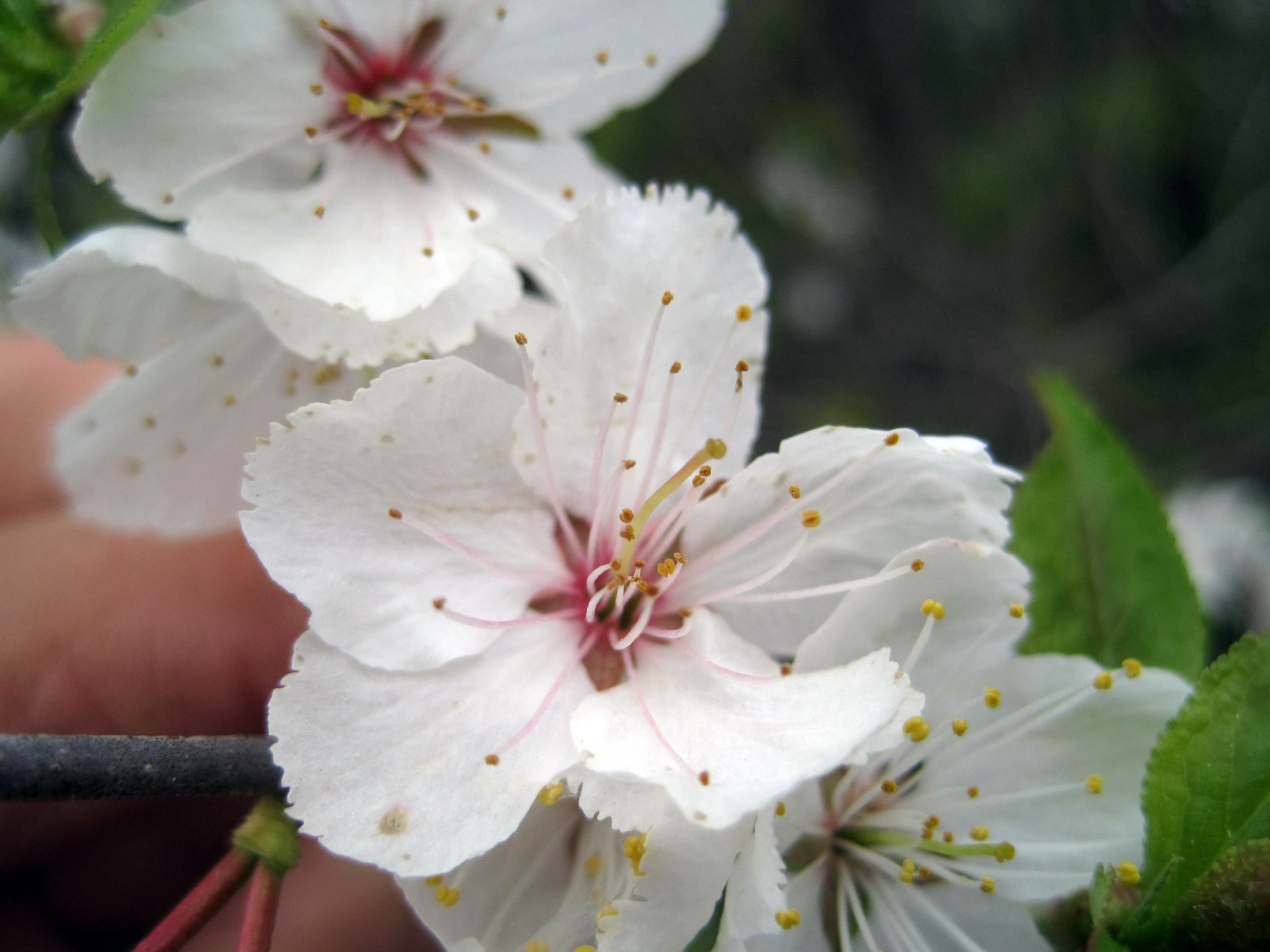
квітки
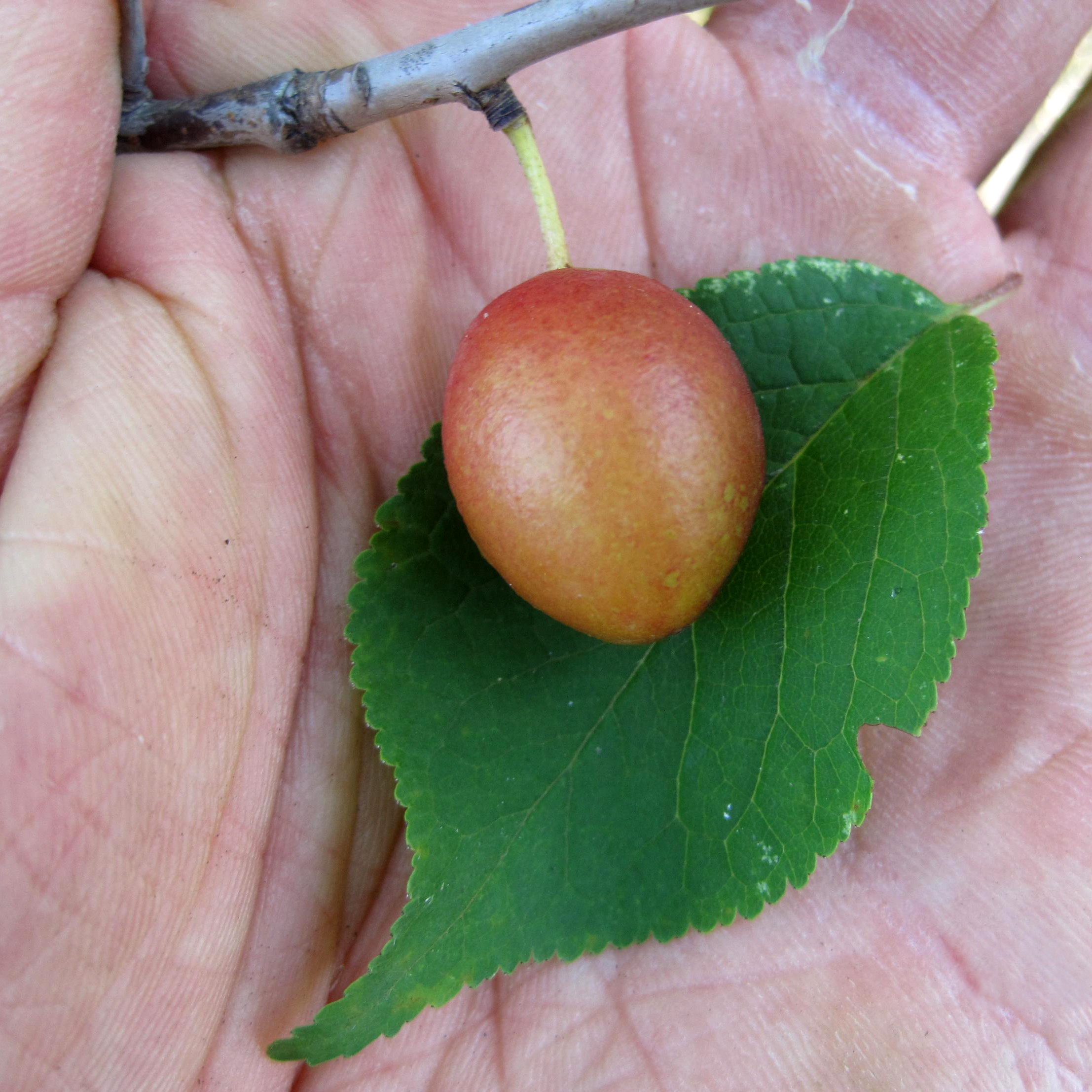
листок і плід